# Anagyris foetida
Anagyris foetida är en ärtväxtart som beskrevs av Carl von Linné. Anagyris foetida ingår i släktet Anagyris och familjen ärtväxter. Inga underarter finns listade i Catalogue of Life.
Blomman är gul.

## Bildgalleri

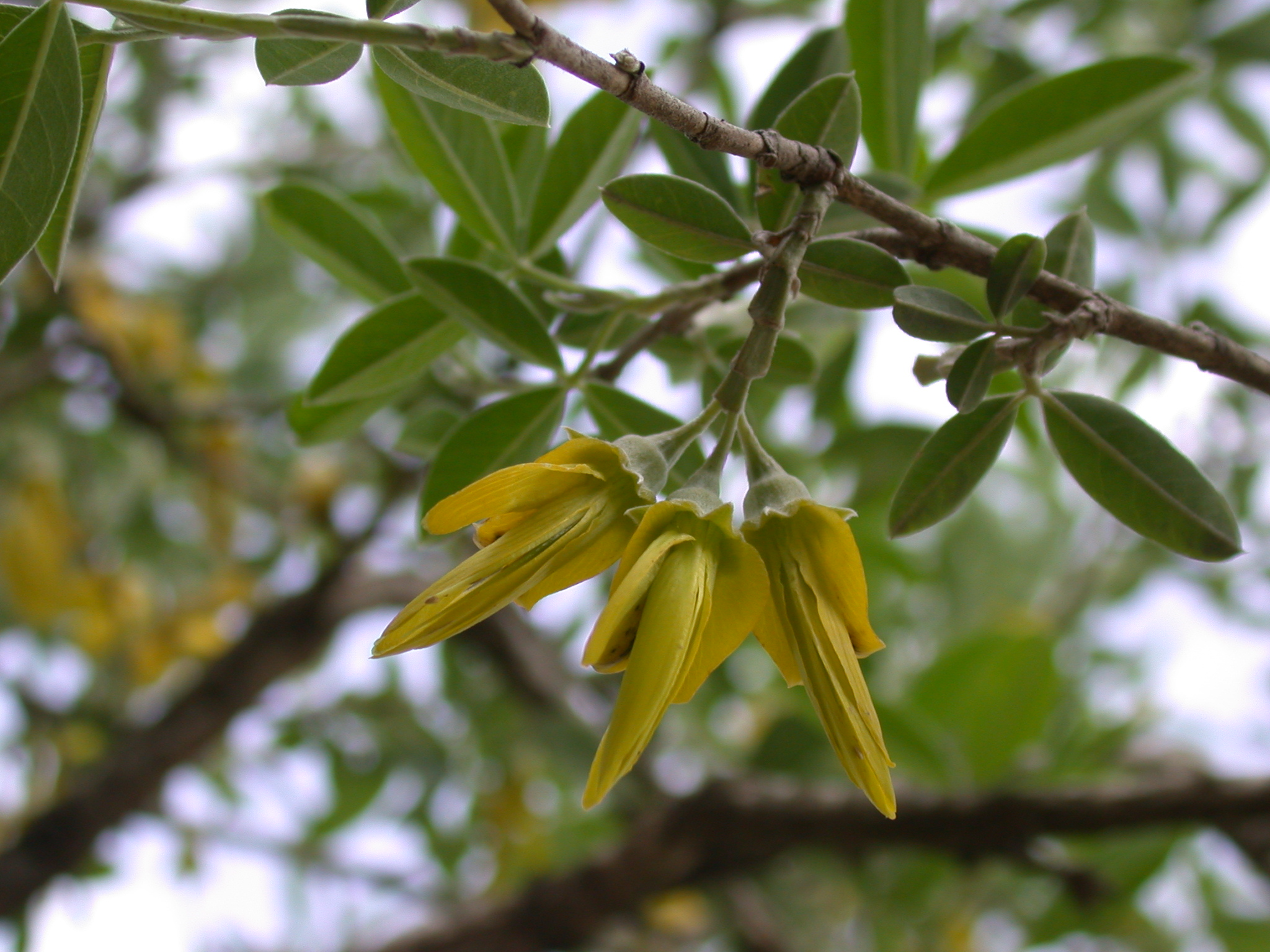
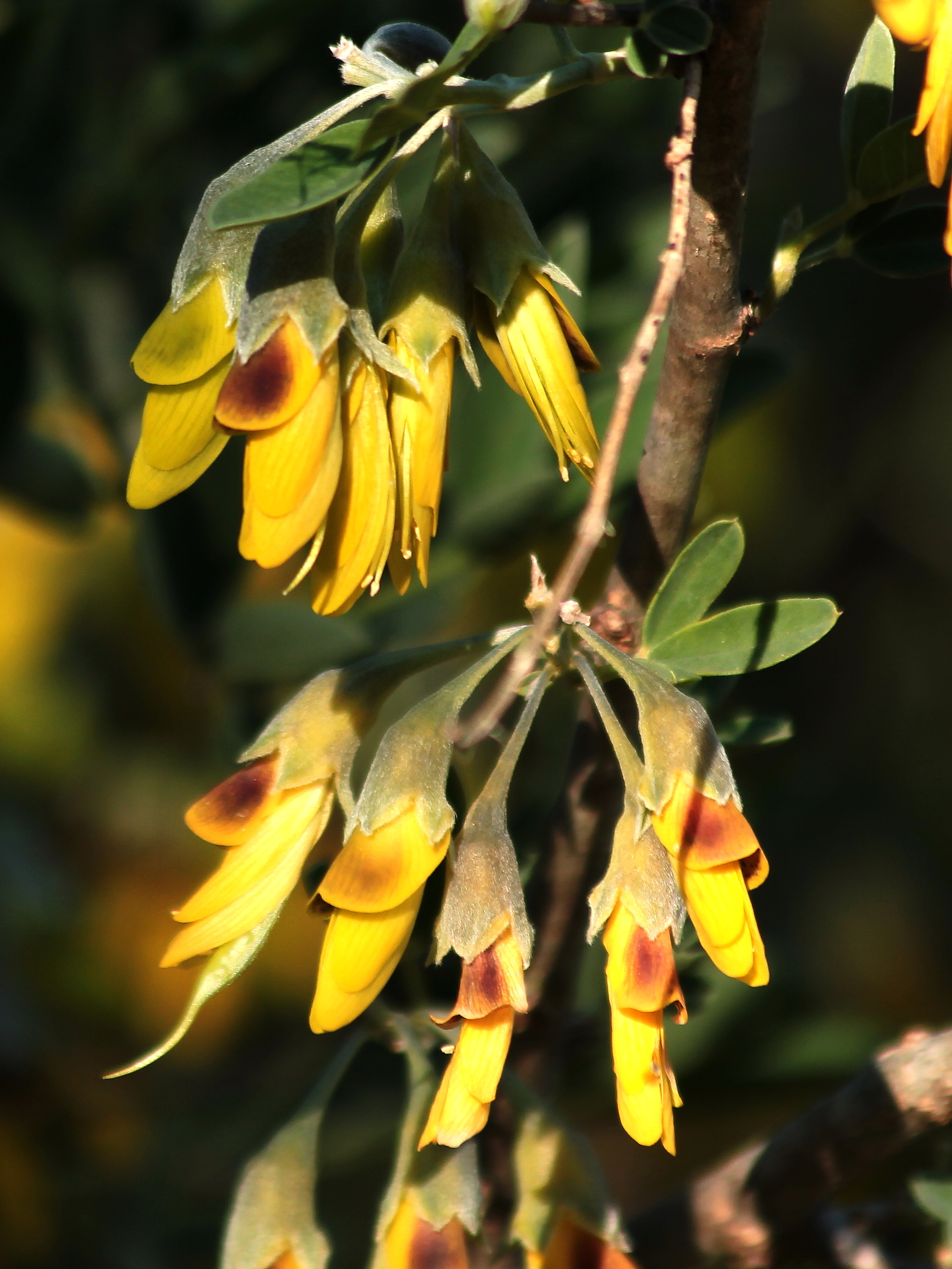
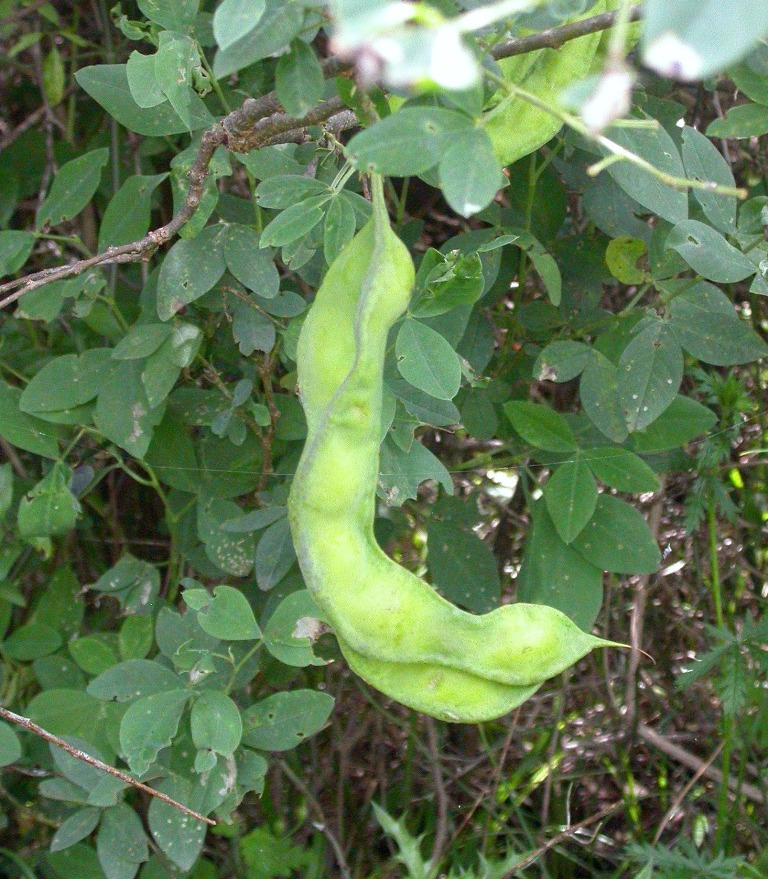
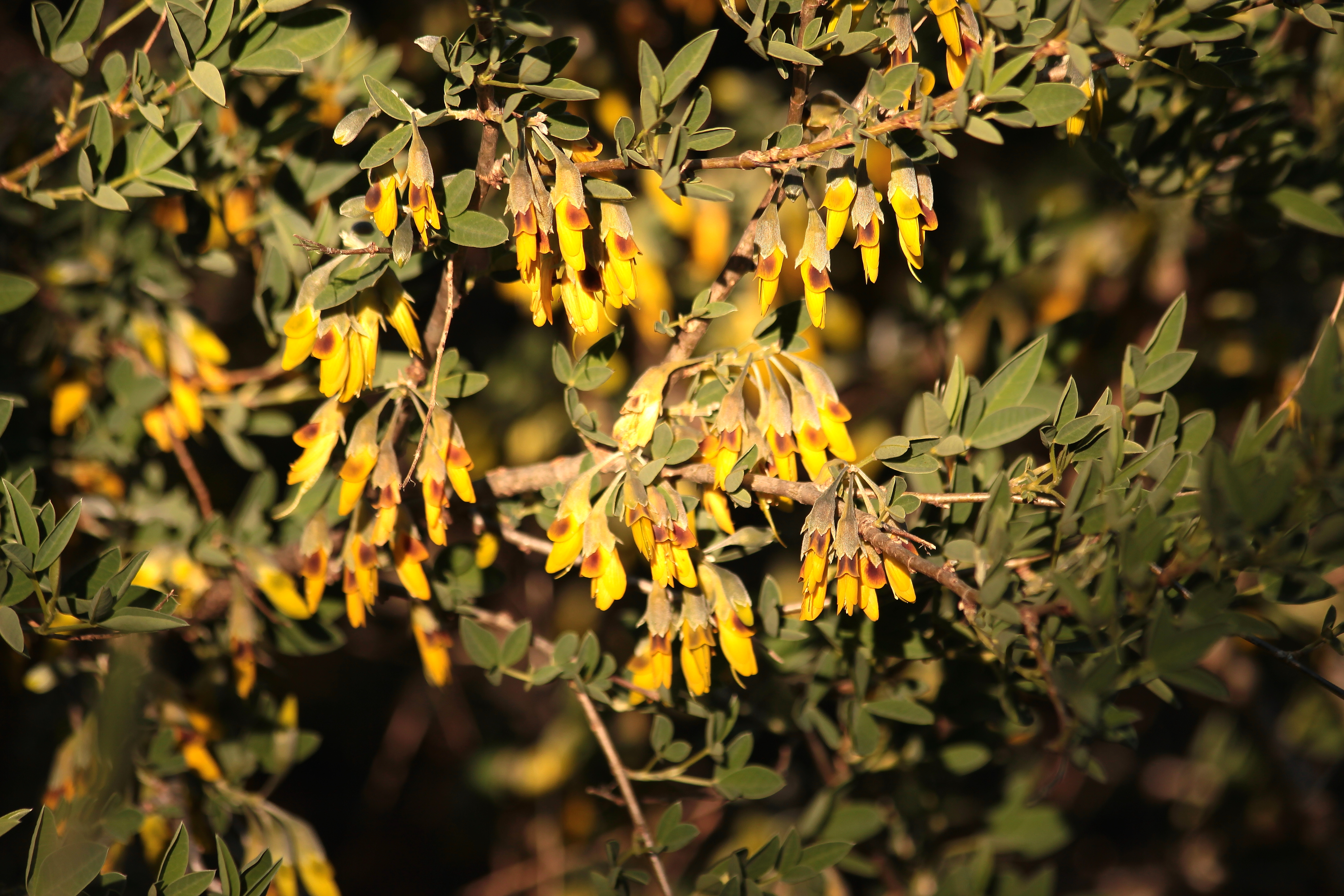